# Municipio de Pilot Mound (Dakota del Norte)
El municipio de Pilot Mound (en inglés: Pilot Mound Township) es un municipio ubicado en el condado de Griggs en el estado estadounidense de Dakota del Norte. En el año 2010 tenía una población de 41 habitantes y una densidad poblacional de 0,44 personas por km².

## Geografía
El municipio de Pilot Mound se encuentra ubicado en las coordenadas 47°38′10″N 98°10′55″O / 47.63611, -98.18194. Según la Oficina del Censo de los Estados Unidos, el municipio tiene una superficie total de 93.75 km², de la cual 93,4 km² corresponden a tierra firme y (0,37 %) 0,35 km² es agua.

## Demografía
Según el censo de 2010, había 41 personas residiendo en el municipio de Pilot Mound. La densidad de población era de 0,44 hab./km². De los 41 habitantes, el municipio de Pilot Mound estaba compuesto por el 100 % blancos. Del total de la población el 0 % eran hispanos o latinos de cualquier raza.